# Week-ends (film)
Pour les articles homonymes, voir Week-end (homonymie).
Pour plus de détails, voir Fiche technique et Distribution.
Week-ends est une comédie dramatique française réalisée par Anne Villacèque sorti en 2014.

## Synopsis
Sylvette, Ulrich, Christine et Jean sont amis depuis toujours et ont même acheté chacun une maison à la campagne, en Normandie. Ils ont chacun deux enfants et tout semble aller pour le mieux. Mais un jour, Jean quitte Christine et leur vie à tous se retrouve chamboulée...

## Fiche technique
- Titre : Week-ends
- Réalisation : Anne Villacèque

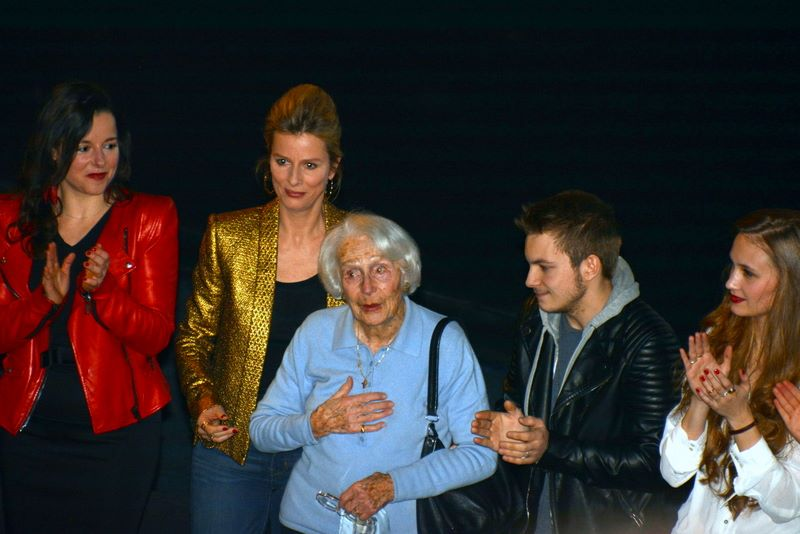
Une partie de l'équipe du film à une avant-première du film.

- Scénario : Anne Villacèque et Sophie Fillières, avec la collaboration de Gilles Taurand
- Photographie : Pierre Milon
- Montage : Nelly Quettier
- Supervision musicale : Pascal Mayer et Steve Bouyer (Noodles Supervision)
- Post-production : Mikros Image
- Producteur : Nicolas Blanc
- Société de production : Agat Films & Cie - Ex Nihilo, en association avec la SOFICA SofiTVciné 1
- Sociétés de distribution : Haut et Court ( France) et Kairos Filmverleih (de) ( Allemagne)
- Pays d'origine :  France
- Genre : comédie dramatique
- Durée : 90 minutes
- Dates de sortie :
  -  France : 26 février 2014

## Distribution

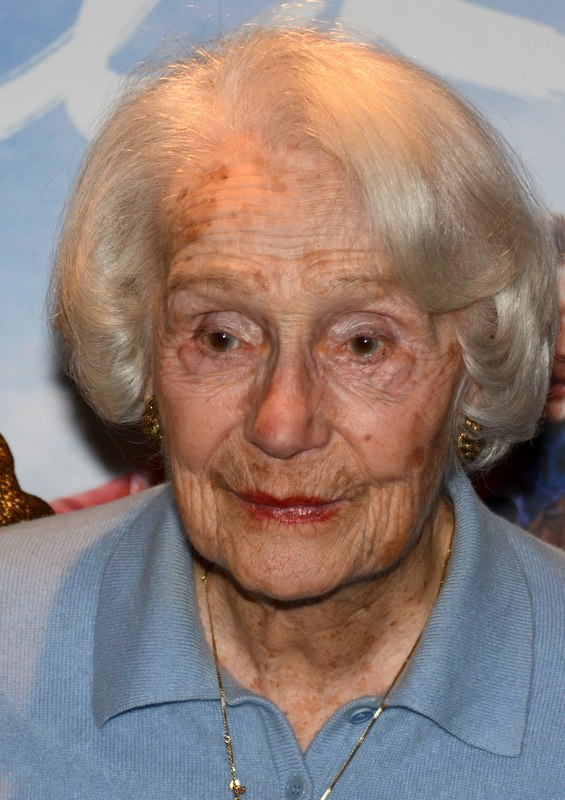
Gisèle Casadesus en 2014 à une avant-première du film.

- Karin Viard : Christine
- Noémie Lvovsky : Sylvette
- Jacques Gamblin : Jean
- Ulrich Tukur : Ulrich
- Aurélia Petit : Pascale
- Iliana Zabeth : Charlotte
- Gisèle Casadesus : Françoise
- Paul Bartel : l'homme à la plage
- Philippe Rebbot : le brocanteur
- Laure Calamy : Flo
- Jeanne Ruff : Charlotte 2

## Bande originale
Sauf indication contraire ou complémentaire, les informations mentionnées dans cette section proviennent du générique de fin de l'œuvre audiovisuelle présentée ici.
- Concertos pour clavecin de Bach BWV 1065 - Johann Sebastian Bach (interprétés au piano)
- Trois mélodies, op. 7 - Gabriel Fauré (section Après un rêve)
- Pepito (Mi Corazon) - Los Machucambos
- Où sont tous mes amants ? - interprétée à l'accordéon et au chant par Ulrich Tukur

Le poème récité dans le film par Gisèle Casadesus et Aurélia Petit est Green de Paul Verlaine.